# 甸南镇
甸南镇，是中华人民共和国云南省大理白族自治州剑川县下辖的一个乡镇级行政单位。

## 行政区划
甸南镇下辖以下地区：
天马村、发达村、印合村、桃源村、狮河村、回龙村、海虹村、永和村、兴水村、朱柳村、西中村、龙门村、白腊村、玉华村、上关甸村和白山母村。

## 中国传统村落
2013年8月，天马村、龙门村龙门邑被评为第二批中国传统村落。